# رالف شتاينر
رالف شتاينر (بالإنجليزية: Ralph Steiner)‏ هو منتج أفلام ومصور ومصور سينمائي أمريكي، ولد في 8 فبراير 1899 في كليفلاند في الولايات المتحدة، وتوفي في 13 يوليو 1986.

## وصلات خارجية
- رالف شتاينر على موقع IMDb (الإنجليزية)
- رالف شتاينر على موقع قاعدة بيانات الفيلم (الإنجليزية)